# Brajići (Foča-Ustikolina, BiH)
Brajići su naseljeno mjesto u općini Foča-Ustikolina, Federacija BiH, BiH. Nalaze se na lijevoj obali rijeke Koline. Daytonskim sporazumom naselje Brajići našlo se u dva entiteta, pa u Republici Srpskoj postoje Brajići (Foča, BiH).

## Stanovništvo
| Narod     | Popis 1961. | Popis 1971. | Popis 1981. | Popis 1991. | Popis 2013. |
| --------- | ----------- | ----------- | ----------- | ----------- | ----------- |
| Hrvati    |             |             |             |             |             |
| Muslimani | 5           | 30          | 25          | 23          |             |
| Srbi      | 213         | 210         | 149         | 99          |             |
| ostali    |             |             | 1           |             |             |
| Ukupno    | 218         | 240         | 175         | 122         | 14          |